# Theodor Kock
Theodor Kock (Quedlinburg, 18 novembre 1820 – Weimar, 4 giugno 1901) è stato un filologo classico tedesco.

## Biografia
Frequentò il Friedrich-Wilhelms-Gymnasium di Poznań. Dal 1838 al 1842 studiò filologia classica all'Università di Breslavia, all'Università "Martin Lutero" di Halle-Wittenberg e all'Università Humboldt di Berlino. Nel 1842 ottenne a Breslavia un dottorato.
Iniziò ad insegnare nella sua ex scuola di Poznań (1842) e al Gymnasium reale di Elbing (1850). Divenne poi preside a Guben (1854), a Stolp in Pomerania (1857), alla Gelehrtenschule des Johanneums e a Memel (1863). Da aprile 1866 tornò a Berlino all'Heinrich Schliemann-Gymnasium.
Nel 1882 andò in pensione trasferendosi a Weimar dove passò gli ultimi anni della sua vita.

## Opere
- Alkäos und Sappho, Berlin 1862.
- Ausgewählte Komödien des Aristophanes, erklärt von Theodor Kock, 4 Bde., Leipzig 1852/53/56/64.
- Comicorum Atticorum Fragmenta, hg. von Theodor Kock, 3 Bde., Leipzig 1880/84/88.